# NPO Radio 5

Logo bis 19. August 2014

Logo bis Juni 2016

NPO Radio 5 (bis 19. August 2014 Radio 5) ist das fünfte Hörfunkprogramm der niederländischen öffentlich-rechtlichen Rundfunkanstalt Nederlandse Publieke Omroep, das sich vorwiegend an ein älteres Publikum richtet.

## Geschichte
Das Programm besteht seit dem 2. Oktober 1983 unter dem Namen Hilversum 5. Am 1. Dezember 1985 wurde es in Radio 5 umbenannt. Ab April 2001 hieß das Programm Radio 747, da es seitdem über die Mittelwellenfrequenz 747 kHz (früher 1008 kHz) verbreitet wurde. Am 4. September 2006 erfolgte die Rückbenennung zu Radio 5. Seit dem 19. August 2014 trägt der Sender den Zusatz NPO im Namen.
Tagsüber wird das Programm unter dem Namen Radio 5 Nostalgia verbreitet, während am Abend und an den Wochenenden Radio 5 Avond (ehemals Avond & Weekend) gesendet wird. Die zwei Programmfenster haben unterschiedliche Programmdirektoren: Während für Radio 5 Nostalgia Kees Toering zuständig ist, wird Radio 5 Avond von Laurens Borst geleitet.

## Programm
Das Programm besteht aus Oldies und Evergreens bis hin zu Schlagern.

## Empfang
NPO Radio 5 kann in den Niederlanden terrestrisch über Kabel und DAB+ gehört werden. Die Verbreitung über Mittelwelle war wegen der leistungsstarken Sendeanlagen ganztags auch in weiten Teilen Deutschland zu nutzen, der Betrieb wurde aber zum 1. September 2015 eingestellt. Außerdem steht ein Livestream über Internet bereit. Auch über Satellit ist der Sender als „NPO Radio 5“ frei zu empfangen (Astra 3B auf 23,5° Ost, 12.188 MHz horizontal, SR 29.900kS, FEC 2/3).

## Moderatoren
Zu den Moderatoren von Radio 5 gehören unter anderem:
| Radio 5 Nostalgia - Astrid de Jong - Ben Kolster - Cobus Bosscha - Frits Sissinghurst - Govert van Brakel - Henk Mouwe - Hijlco Span - Jacques Kloters - Jan Steeman - Kick van der Veer - Klaas Drupsteen - Leonie Sazias - Petra de Joode - Ron Kas - Stefan Stasse - Tineke de Nooij - Tom Herlaar | Radio 5 Avond & Weekend - André Diepenbroek - Andries Knevel - Anousha Nzume - Bart Geeraedts - Carla van Weelie - Embert Messelink - Fouad Sidali - Frank Krishna - Funda Müjde - Gerard Klaasen - Hans van Willigenburg - Harm Oving - Heleen van Dijk - Henk van Steeg - Jeroen Dirks - Job de Haan | - Joop van der Elst - Jurgen Maas - Karin van den Boogaert - Kees Schuurman - Lex Bohlmeijer - Marcia Welman - Marion Lutke - Marlous Lazal - Mieke Spaans - Naeeda Aurangzeb - Pamela Sturhoofd - Paul Rosenmöller - Paul Damen - Petra de Joode - Pieter van der Wielen - Richard Groenenboom - Roderick Vonhögen - Simone Hopman | - Thea Kemper - Theodor Holman - Tom Dirks - Tom Herlaar - Ton Maas - Wilfred Kemp - Yko van der Goot - Yvonne Sprunken |

## Belege
1. ↑  NPO Radio 5 Nostalgia
2. ↑  http://www.radio5nostalgia.nl/nieuws/2295/afschakeling-am-frequentie-vraag-en-antwoord.html